# Lewis Spence

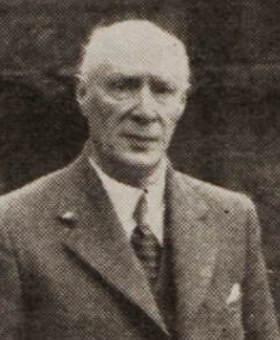
Lewis Spence in 1948

James Lewis Thomas Chalmbers Spence (Angus, 25 november 1874 - 3 maart 1955) was een Schotse journalist, folklorist, dichter en onderzoeker van het occulte.
Spence was een productief schrijver. Hij wordt gezien als een grote invloed op de opleving van de studie naar Schotse mythologie. Spence was journalist toen hij interesse kreeg in folklore en mythologie. Hij schreef over Brythonische riten en tradities in The Mysteries of Britain (1905). Hierin kwam Spence met de opvatting dat de oorspronkelijke Britse bewoners afstammelingen waren van een volk dat gemigreerd was vanuit Noordwest-Afrika, dat waarschijnlijk verwant was aan de Berbers en de Basken.

## Mexico, Centraal-Amerika & Atlantis
Spence ging daarna verder met de mythologieën van het oude Mexico en Centraal-Amerika. In 1908 publiceerde hij een Engelse vertaling van de Popol Vuh, het heilige boek van de K'iche' (een van de Maya-volkeren). Daaropvolgend bracht Spence A Dictionary of Mythology uit, gevolgd door verschillende aanvullingen hierop.
Spences onderzoek naar de mythologie en de cultuur van de Nieuwe Wereld, samen met zijn onderzoek naar de culturen van West-Europa en Noordwest-Afrika, bracht hem op het onderwerp Atlantis. Gedurende de jaren twintig publiceerde hij een reeks boeken die het onderwerp wilden redden van de occultisten, die het min of meer in diskrediet brachten. In deze boeken (onder meer Problem of Atlantis in 1924 en History of Atlantis in 1927) ging Spence verder met het onderzoek waarmee de Amerikaanse schrijver/politucs Ignatius L. Donnelly begonnen was. Hij bekeek het verloren gewaande eiland als een beschaving uit de bronstijd dat een culturele link vormde met de Nieuwe Wereld. Spence (en Donnelly eerder) zagen Atlantis als een verklaring voor de opvallende parallellen tussen de vroege beschavingen van de Oude en de Nieuwe Wereld. Zijn conclusies zijn bijna universeel afgewezen door de wetenschappelijke wereld. Niettemin lijkt Spence enige invloed te hebben gehad op de ideeën van Immanuel Velikovsky.

## Nazi-occultisme
Spence's boek Occult Causes of the Present War lijkt het eerste te zijn geweest dat zich op het gebied van de ariosofie richtte. Daarnaast publiceerde hij nog meer dan veertig boeken, waarvan vele nog steeds gedrukt worden. Spence was oprichter van de Scottish National Movement, dat later fuseerde tot de National Party of Scotland en weer later verwerd tot de Scottish National Party (centrumlinkse sociaaldemocraten).

### Oud Brittannië
- The Mysteries of Britain: Secret Rites and Traditions of Ancient Britain Restored (1905)
- The Magic Arts in Celtic Britain, (1949)
- The History and Origins of Druidism (1949)
- Celtic Spells and Charms ,(Reprint 2005)

### Occultisme
- An Encyclopaedia of Occultism: A compendium of information on the occult sciences, occult personalities, psychic science, magic, demonolgy, spiritism and mysticism, (1920)
- Occult Causes of the Present War, (1940)
- Second Sight: Its History and Origins (1951)

### Atlantis en andere verloren werelden
- The Problem of Atlantis (1924)
- Atlantis in America (1925)
- The History of Atlantis (1927)
- The Problem of Lemuria: The Sunken Continent of the Pacific (1932)
- The Occult Sciences in Atlantis, (herdruk 1976)
- The Atlantis of Plato
- The Evidence For Lemuria From Myth And Magic

### Mythologie
- The Popul Vuh: The Mythic and Heroic Sagas of the Kiches of Central America (1908)
- A Dictionary of Mythology, (1910)
- The Myths of Mexico and Peru (1914)
- The Myths of the North American Indians (1914)
- Myths and Legends of Babylonia and Assyria (ca. 1920)
- The Legends and Romances of Spain (ca. 1920)
- An Introduction to Mythology (1921)
- The Gods of Mexico (1923)
- The Mysteries of Egypt, or, The Secret Rites and Traditions of the Nile (1929)
- The Magic and Mysteries of Mexico (1932)
- The Religion of Ancient Mexico (opgenomen in de Thinker's Library)
- Legends and Romances of Brittany (1917)
- The Outlines of Mythology (1944, opgenomen in de Thinker's Library)
- British Fairy Origins: The Genesis and Development of Fairy Legends in British Tradition (1946)
- Fairy Tradition in Britain (1948)
- Hero Tales and Legends of the Rhine
- Ancient Egyptian Myths and Legends (herdruk 1990)
- Scottish Ghosts and Goblins (1952)

### Poëzie
- Collected Poems of Lewis Spence, 1953